# 吉植庄亮
吉植 庄亮（よしうえ しょうりょう、1884年4月3日 - 1958年12月7日）は、日本の歌人、政治家。

## 経歴
1884年、千葉県印旛郡（現・印西市）の農家に、父庄一郎、母とくの長男として生まれる。当時、この地の農家は繰り返される印旛沼の氾濫に悩まされていた。1892年、父の庄一郎が埜原（やわら）村の村民47戸を率いて、妻とともに北海道石狩国雨竜郡に移住。開墾し、雨竜村和（やわら）（現・北竜町字和）を創立する。両親の北海道移住以来、庄亮は東京の祖父（庄之輔）、祖母のもとで育てられた。開成中学校、第一高等学校を経て東京帝国大学法科経済学科を1916年に卒業。1921年に父の経営する中央新聞に文芸部長として入社する。のちに政治部に転属となり政治記者を務めた。1924年に退社。

### 歌人として
開成中学校在学中に『明星』や『新声』といった文芸誌を知り、作歌を始める。『新声』で短歌の選者を務めていた金子薫園に師事。1903年、金子薫園の白菊会創設に参加し、土岐善麿、田波御白、平井晩村ら新進の歌人と知り合う。当時は愛剣と号していた。1906年に入学した第一高等学校時代には、谷崎潤一郎や和辻哲郎と交流を持った。1921年、初の短歌集『寂光』（序文：金子薫園）を上梓。この歌集が賞賛を集め、庄亮は歌壇に認められ、北原白秋や古泉千樫ら当時の第一線の歌人たちと交流を深めた。
1922年に歌誌『橄欖』を鈴木康文、伊藤公平らとともに創刊、主宰者となる。1924年、北原白秋、前田夕暮、土岐善麿、古泉千樫、石原純、釈迢空、木下利玄らとともに歌誌『日光』を創刊（1927年終刊）。北原白秋とは特に交流が深く、1924年8月には鉄道省主催の樺太観光団にともに参加している。
歌誌『橄欖』は1923年の夏から翌年の夏まで一年ほど休刊したが、その後も刊行を続けた。
1940年に「大日本歌人協会」の解散勧告を太田水穂、斎藤瀏と連名で出し、以後は大政翼賛へとなだれ込んだ。

### 開墾者として
東京帝国大学卒業後の数年間、祖母（1920年逝去）とともに印旛郡で過ごした時期もあったが、基本的には東京で暮らしていた。1924年秋、30年ほど過ごした東京生活を終え、郷里の印旛郡に戻る。1925年から10年間で印旛沼周辺に60町歩（595,041m2）の土地を開墾した。このころの生活を詠った歌は、第五歌集『開墾』（1941年）にまとめられている。当時としては画期的な大型トラクター導入による農業の機械化や有畜農業を進めた。またこの間、開墾を進めることを目的として、印旛郡本埜村の村会議員に出馬し、当選している。

### 政治家として
1936年、衆議院選挙に千葉県第2区（印旛郡、香取郡、海上郡、匝瑳郡）から出馬し、当選して立憲政友会の衆議院議員となる。選挙委員として選挙戦を支えたのは庄亮に師事した歌人・鈴木康文や尾崎孝子であり、演説会で尾崎孝子が庄亮の開墾の短歌を朗詠するなど、歌人としての業績、開墾者としての業績を前面に出した選挙戦であった。
戦後、農地改革により所有する農地の面積は大幅に縮小となり、1948年には公職追放となる。1949年には農村を現地視察したカール・シャウプを案内し、シャウプ勧告に実情が反映されたという。その後、印旛沼・手賀沼の土地改良区設立運動に携わった。1951年に追放解除となる。

### 晩年
1958年7月、庄亮は右手が不自由になっていたが、親戚の歌人・吉植亮（1917年生まれ）の協力を受け、第11歌集『霜ぶすま』を上梓する。庄亮の最大の協力者であった妻の梅子は前年に亡くなっており、そのことによる庄亮の憔悴と衰えは大きかったという。
1958年12月7日に食道癌のため関東逓信病院で逝去。没後、正五位勲三等瑞宝章が追贈された。歌誌『橄欖』は鈴木康文が代表を引き継いだ。1973年には、郷土を代表する歌人として千葉県文化会館に歌碑が建立された。

## 著書

### 歌集
- 寂光 短歌研究会 1921 (橄欖叢書)
- くさはら 橄欖社 1928 (橄欖叢書)
- 煙霞集 紅玉堂書店 1928 (新歌集叢書)
- 大陸巡遊吟 改造社 1939
- 開墾 歌集 甲鳥書林 1941 のち短歌新聞社文庫[17]
- 大稜威 八雲書林 1942
- 海嶽 歌集 八雲書林 1942 (新作短歌)
- 風景 歌集 天理時報社 1943
- 光の如し 金星堂 1944
- 稲の花粉 八雲書林 1945
- 霜ぶすま 歌集 白玉書房 1958 (橄欖叢書)

没後に編纂された歌集
- 吉植庄亮全歌集 柏葉書院 1970

### 随筆集
- 馬の散歩 羽田書店 1939
- お米談義 実業之日本社 1942
- 米の貌 随筆 羽田書店 1942
- 雨耕抄 農村随筆 時代社 1944
- 稲に祈る 愛宕書房 1944
- 百姓記 講談社 1946